# Dalibor Vačkář
Dalibor Cyril Vackár (født 19. september 1906 i Korčula, Kroatien - død 21. oktober 1984 i Prag, Tjekkiet) var en kroatisk/tjekkisk komponist og violinist.
Vackár kom til Prag som ung og studerede violin og komposition på Musikkonservatoriet i Prag hos bl.a. Josef Suk. Han blev efter endt uddannelse ansat som violinist i Prags Radio Symfoniorkester. Han har skrevet 5 symfonier, 2 sinfoniettas, orkesterværker, kammermusik, balletmusik, instrumental musik for mange instrumenter, filmmusik, vokalmusik etc. Vackár komponere i en moderne lyrisk stil med jazz inspiration. Han hører til de anderkendte tjekkiske komponister i nyere tid, specielt for sin 3 symfoni og orkesterværker.

## Udvalgte værker
- Symfoni nr. 1 "Optimistisme" (1941) - for orkester
- Symfoni nr. 2 "Det udvalgte Land" - for alt, kor og orkester
- Symfoni nr. 3 "Rygende Symfoni" (1947-1948) - for orkester
- Symfoni nr. 4 "Freden" (1949-1950) - for orkester
- Symfoni nr. 5 "De unge har" (1983) - for orkester
- Sinfonietta nr. 1 (1947) - for strygeorkester, horn , pauker og klaver
- Sinfonietta nr. 2 "Jubelår" (1983) - for orkester